# Éric Valmir
Éric Valmir, né le 24 mars 1968 à Paris, est un journaliste et animateur de radio français. Il est le secrétaire général de l'information du groupe Radio France depuis 2018.

## Biographie

### Débuts professionnels et formation
Passionné de radio dès son enfance, Éric Valmir, dans le mouvement de création des radios libres en 1982, débute à 14 ans sur Fréquence 101 à Périgueux. Durant ses études universitaires d'Histoire à Bordeaux, il se retrouve sur Kiss FM, puis pige à Radio France Bordeaux Gironde, avant d'être diplômé du Centre de Formation des Journalistes de Paris.
Â Radio France, Éric Valmir fut d'abord animateur de 1992 à 1996 puis journaliste de 1996 à 1999 dans les radios locales.

### Grand reporter àFrance Inter
En 1999, Éric Valmir rejoint le service reportages de la rédaction de France Inter. Grand reporter de 2001 à 2006, il couvrira notamment les conflits du Kosovo, d'Irak et d'Afghanistan, le Proche Orient et l'Irak.

### Correspondant deRadio FranceàRome
En 2006, Éric Valmir est nommé envoyé spécial permanent de Radio France en Italie où il reste 5 ans, jusqu'en 2011. Installé à Rome, il produit la série radiophonique Ciao Ragazzi, un feuilleton reportage de dix heures diffusé sur France Inter durant l'été 2009.
En Italie, il couvre aussi bien les élections législatives de 2008 que le tremblement de terre de L'Aquila  de 2009. Il tient également un blog sur le domaine de Radio France, Comprendre l'Italie à travers ses nuances, et publie en mai 2011 Italie, belle et impossible chez Editalie. 

### Retour àFrance Inter
En décembre 2011, il rentre à Paris et rejoint la rédaction de France Inter, où il anime un rendez vous matinal politique : Les Jeunes dans la présidentielle chaque samedi matin dans le 7/9 du week-end de Patricia Martin et Fabrice Drouelle.
À partir de la rentrée 2012, il succède à Pierre Weill et conduit Partout ailleurs les vendredi de 19 h 20 à 20 h sur France Inter, magazine de l'actualité internationale de la chaine, et ce jusqu'en juin 2014. Le rendez-vous se poursuit sous forme de chronique quotidienne à compter de la rentrée 2014 dans Un jour dans le monde de Nicolas Demorand.
À la rentrée 2015, il est nommé chef du service de reportages de la station.

### Nomination à Radio France
Le 15 octobre 2018, Éric Valmir succède à Michel Polacco, nouveau retraité, au poste de secrétaire général de l'information du groupe Radio France.

## Publications
Éric Valmir est aussi écrivain, édité aux Éditions Robert Laffont. 
- Éric Valmir, Toute une nuit : roman, Paris, éditions Robert Laffont, 28 avril 2005, 252 p. (ISBN 2-221-10341-6)
- Éric Valmir et Óscar Andrés Rodríguez Maradiaga, De la difficulté d'évoquer Dieu dans un monde qui pense ne pas en avoir besoin : entretiens avec Éric Valmir, Paris, éditions Robert Laffont, 10 avril 2008, 210 p. (ISBN 978-2-221-10803-1)
- Éric Valmir, Italie, belle et impossible, Editalie Editions, 1er juin 2010, 410 p. (ISBN 978-2-9525264-4-9)
- Éric Valmir, Magari : roman, Paris, Robert Laffont, 23 août 2012, 384 p. (ISBN 978-2-221-13081-0)
- Éric Valmir, Pêcheurs d'hommes : roman, Paris, Robert Laffont, 4 janvier 2018, 306 p. (ISBN 978-2-221-20262-3)